# 白腹鱼狗
白腹鱼狗( 学名：Megaceryle alcyon ) 是一种大型、显眼的鱼狗，属翠鸟科大鱼狗属，原产于北美。

## 物种演化
1758 年，瑞典博物学家卡尔·林奈 在他的自然系统第十版中首次描述白腹部鱼狗，彼时他使用的学名是Alcedo alcyon 。 目前的大鱼狗属Megaceryle由德国博物学家约翰·考普于 1848 年所创， 属名Megaceryle是一个合成词，前半部分Megas为古希腊语中“大”的意思，而种加词alcyon在拉丁语中是“翠鸟”的意思。 
目前白腹鱼狗现存最近的亲缘种是环鱼狗( M. torquata )，这二者的共同祖先很可能是某种原产于非洲的鱼狗。

## 外貌描述
白腹鱼狗体格壮硕，体长28-35厘米，翼展48-58厘米，体重113-178克，成年雌性略大于雄性 。
白腹鱼狗头部大，羽冠蓬松。该鸟鸟喙长而尖，根部为灰色，其余部分为黑色。和其他存在两性异形现象的鸟类不同，白腹鱼狗的雌性色彩较为明亮。两性的白腹鱼狗头部均为深蓝灰色，颈部为白色，胸部有一大块蓝斑，下半身为白色。成年雌鸟的上腹部有一道延伸至肋腹的红褐色带。雏鸟外貌同成年鸟类十分相似，但雄性会有一道比成年雌鸟细的多的红褐色带。

## 物种分布
白腹鱼狗位于加拿大大部和美国北部的种群为候鸟。它们会在高纬度地区生下幼鸟，在寒冬来临前飞向南方过冬。它们的过冬地主要是墨西哥、西印度群岛和美国南部，偶尔也会有个体前往哥伦比亚、圭亚那和委内瑞拉。此外，在科科斯群岛、马尔佩洛岛、夏威夷 、克拉里翁岛、厄瓜多尔、亚速尔群岛、加拉帕戈斯群岛、爱尔兰、葡萄牙、格陵兰、荷兰和英国 都曾出现过离群个体。然而，位于加拿大不列颠哥伦比亚省、阿拉斯加狭地和美国大部的种群为不会迁徙的留鸟。除此以外，如果白腹鱼狗捕食的水域没有结冰，其可能会逗留更长时间再迁徙。

## 生态

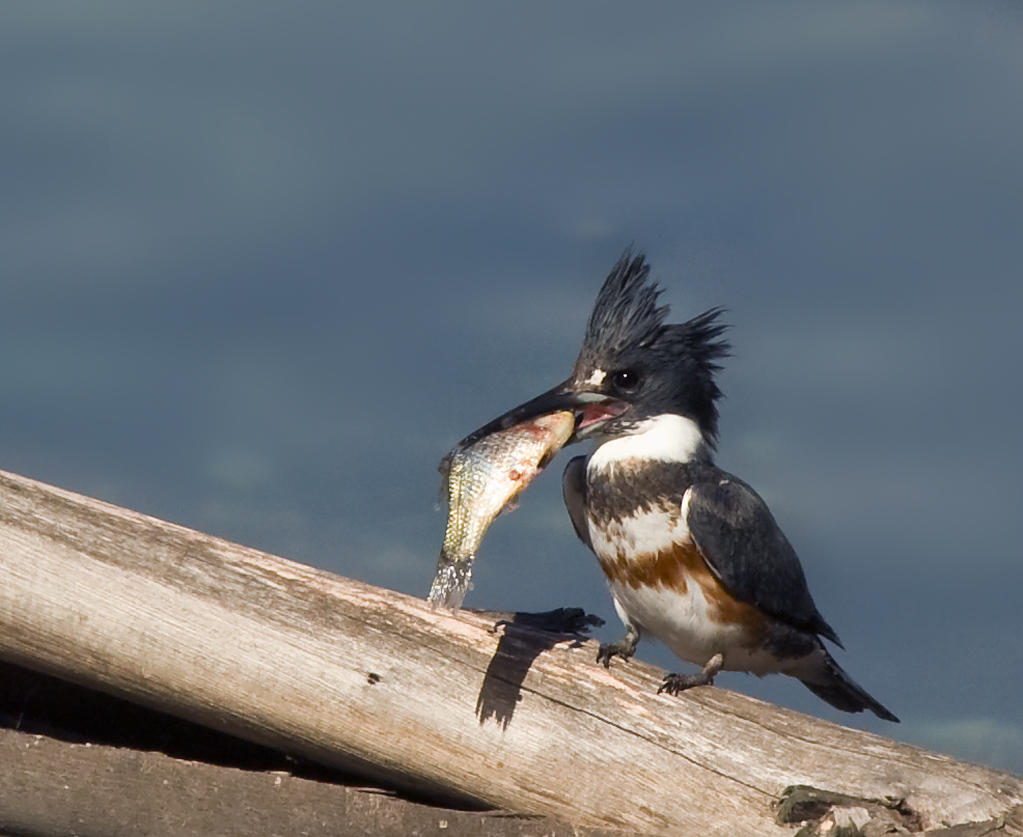
叼着猎物的成年雌性白腹鱼狗

### 繁殖
白腹鱼狗会在滨水的沙堆或土堆上筑巢繁殖，每年繁殖一次，一般下蛋5-8颗，双亲均会参与孵蛋。该鸟的蛋约在22-27天后孵化。雏鸟会在27-29天后离开巢穴，但接下来的3周仍由父母喂食。

### 捕猎
在捕猎前，白腹鱼狗会在水旁观察许久，随后一头扎入水中捕获猎物。其主要猎物为鱼类，但亦会捕食两栖动物、甲壳类和爬行动物。虽然白腹鱼狗的胃酸可以溶化像是鱼骨或者甲壳一类的硬物，但它们仍然会将这些物质吐在捕猎地点附近。

### 叫声
根据康奈尔大学鸟类实验室的记载，白腹鱼狗常会发出“代表性的格格声”。